# Скуров, Анатолий Георгиевич
Анатолий Георгиевич Скуров (род. 7 декабря 1952 года, Тульская область, РСФСР, СССР) — горный инженер, учёный-конструктор, предприниматель. Автор 41 патента и авторского свидетельства на изобретения в области горнодобывающей техники.

## Биография
Анатолий Скуров родился 7 декабря 1952 года в Тульской области. На данный момент проживает в Москве.
В 1975 году окончил Горный факультет Тульского политехнического института и начал работать на Копейском машиностроительном заводе (Челябинская область) — основном производителе горнопроходческой техники в СССР и РФ. В 1988 был назначен на должность начальника СКБ-главного конструктора завода. Руководил испытаниями и внедрением горной техники на шахтах Кузбасса, Донбасса и Казахстана, входил с состав межведомственных комиссий Минуглепрома СССР. Один из создателей самого массового и эффективного проходческого комбайна (ГПКС) в СССР и РФ.
Владелец 41 патента и авторских свидетельств на изобретения в угольной отрасли. В 1991 защитил кандидатскую диссертацию по теме создания эффективной горнодобывающей техники. Автор многих научных публикаций.
В начале 1990-х занимался реформированием угольной отрасли России. Почетный работник угольной промышленности России, награждён знаком «Шахтерская слава» трех степеней, почетный шахтер Кузбасса. Действительный член Академии горных наук России.
В 1994 году был переведен с Копейского машзавода в госкомпанию  «Росуголь» на должность главного конструктора управления угольного машиностроения.
В 1995 году совместно с сотрудниками «Кузнецкугля» Анатолием Смоляниновым и Валентином Бухтояровым организовал компанию «Сибуглемет» и являлся её генеральным директором до 2003.
В 2003 году стал президентом холдинга «Сибуглемет». Этот холдинг был основным активом Скурова до 2013 года.
С 2011 г. является одним из акционеров ОАО «Уралкалий». В мае 2012 года приобрел контрольный пакет акций Копейского машиностроительного завода. Это приобретение почти полностью обеспечивало «Уралкалий» собственной горнопроходческой техникой.
В 2013 активы компаний, входящих в холдинг Сибуглемет, были проданы Скуровым пулу инвесторов. Предприниматель продал 8% акций «Уралкалия» за $1,16 млрд.

## Размер состояния
В 2010 году впервые вошел в рейтинг журнала Forbes, заняв 86 место среди богатейших бизнесменов России с состоянием 800 млн долларов США. В 2011 году занял 43 место в рейтинге журнала Forbes с состоянием $2,3 млрд. По итогам 2012 занял 64 место в рейтинге Forbes с состоянием $1,7 млрд. Вошел в рейтинг журнала Forbes «200 богатейших бизнесменов России 2021», где занял 143 место с состоянием $850 млн.

## Семья
Жена — Скурова Любовь Ивановна, имеет двоих сыновей. 